# Helvetesfortet
Helvetesfortet är ett äventyr till rollspelet Drakar och Demoner från 1991 och är första delen i serien Den nidländska reningen. 
Äventyret börjar i det av inbördeskrig skakade landet Hynsolge där en gammal profetia förutspått att grannlandet Nidlands härskare, Vicotnic Ärkemagikern, detta år ska inleda ett renande korståg, "den nidländska reningen". I jakt på ledtrådar beger sig rollpersonerna österut, mot Nidland och den imponerande gränsbefästningen Helvetesfortet.
Äventyret utspelar sig till större delen i en övergiven, underjordisk dvärgstad som numer bebos av svartfolk. Handlingen är linjär, starkt styrd och slutar med en deus ex machina.